# Spider Loc
Curtis Norwell Williams (Compton, Califórnia, 14 de fevereiro de 1979), mais conhecido por seu nome artístico Spider Loc é um rapper estadunidense, que é associado a gravadora G-Unit Records. Ele é também um membro da gangue Crips, associada com Eastside Cali Crips.

## Discografia
- Brainless: The Prequel (2004)
- West Kept Secret: The Prequel (2007)
- Da 1 U Luv 2 Hate (2008)